# Gare de Kinogama
La  gare de Kinogama est une gare ferroviaire canadienne, située au lieu-dit Kinogama (en) sur le territoire de la partie non organisée du nord District de Sudbury dans la province de l'Ontario. À proximité se trouve la rivière Kinogama.
C'est un point d'arrêt Via Rail Canada desservie par le train Sudbury-White River.

## Situation ferroviaire
Établie à 430 mètres d'altitude, l'arrêt de Kinogama est situé au point kilométrique (PK) 232 de la ligne de Sudbury à White River, entre les arrêts de Kormak et de Nemegos. Cette infrastructure est une section de la principale ligne transcontinentale du Canadien Pacifique.

## Histoire
Le Canadien Pacifique construit en 1885 une ligne vers l'ouest du pays. Dans le Nord de l'Ontario lorsqu'il construit la division de Cartier à Chapleau il sectionne la ligne, en sections d'environ 20 milles (environ 32 kilomètres), avec l'installation de stations.
Kinogama (en) est un point d'arrêt, ouvert à une date inconnue, sur cette ligne de chemin de fer.

## Service des voyageurs

### Accueil
Halte voyageurs, c'est un point d'arrêt non géré (PANG) à accès libre. le train ne s'arrête qu'à la demande.

### Desserte
Kinogama est desservie par le train Sudbury-White River de Via Rail Canada. Le train passe à l'arrêt six fois par semaine : les mardi, jeudi et samedi, son passage est à 12h50 venant de Sudbury il se dirige vers White River ; les mercredi, vendredi et dimanche, son passage est à 13h59, venant de White River il se dirige vers Sudbury.

### Intermodalité
Il n'y a pas de services, l'arrêt est situé dans un lieu inhabité près d'un ruisseau affluent de la rivière Kinogama.